# Csillagszülött
A New Age ezoterikus tanai szerint a csillagszülött (vagy csillagember, angolul: starseed, starchild, starpeople) olyan, emberi formában a Földre inkarnálódott lélek, akinek (egyik) életfeladata, hogy létezésével, tevékenységével hidat képezzen földi és nem földi civilizációk között, és ezáltal segítse egy magasabb szintű spirituális egység békés létrejöttét.

## A csillagszülöttek jellemzői (több kérdőív összevetése alapján)
- erős vonzódás a csillagos égbolthoz, úgymint a csillagképekhez, űrhajókhoz, űrkutatáshoz, az UFO-k témájához, a sci-fihez stb.;
- esetleg hobbiszinten (például kapcsolatfelvétel utáni erős vágy, űrutazás utáni vágy, valamiféle űrjármű, kommunikációs eszköz megtervezése) vagy hivatásszerűen.
- erős elvágyódás-érzés, egyfajta 'Nem itt van az én otthonom! Haza akarok menni! Talán csak örökbefogadtak a mostani szüleim! -érzés
- földönkívüliekhez kapcsolódó élmények, emlékképek (találkozás, beszélgetés, idegen űrhajón való tartózkodás)
- feltételezetten a földitől eltérő civilizációhoz kapcsolódó emlékképek
- testidegenség érzése (például 'Mintha ez nem is az én testem lenne!', 'Én nem is így nézek ki valójában!', 'Mit keresek ebben a testben?!'...)
- szokták még emlegetni a csillagszülöttekkel kapcsolatban, hogy megszállottan vonzódnak a delfinekhez-bálnákhoz, ill. ezek képeihez és hangfelvételeihez (egyes vélemények szerint ezek valóban nem földi eredetű fajok).

## A csillagszülött lét sajátosságai (életfeladat)
A csillagszülött feladata sem különbözik lényegében más fénymunkások (új energiát hordozó, Földre inkarnálódott lelkek) feladatától, ha azt nézzük, hogy a cél egy Új Energiaközeg, egy magasabb energiaminőségű Föld megteremtése (Új Föld) a gondolatainkkal, azzal, hogy tanulunk és változunk. Mert a gondolat teremt!
Ennek az új gondolkodásmódnak a része az is, hogy az ember lemond a "teremtés koronája" gőgös tévképzetéről és beenged a fókuszába más intelligenciákat és civilizációkat is.
Úgy is lehet mondani, hogy önmagát, bolygóját a Földet, és szerepét a Mindenségben már egy tágabb keretben fogja értelmezni.
Felvehetjük majd a kapcsolatot más civilizációk képviselőivel, megismerhetjük az ő világukat és kultúrájukat is, és a csillagszülöttek azok a lelkek, akik ebben nagyon aktívan részt vesznek.
Ők azok, akik a gondolkodásmódjukkal, az energiáikkal élő hidat képeznek a földi és nem földi civilizációk között.
Tk. úgy működnek, mint a nagykövetségek.
– Ők a nem földi civilizációk nagykövetei itt, a Földön.
Azzal, ahogyan gondolkodnak és tevékenykednek, azzal, hogy magától értetődőnek tartják, hogy más bolygókon is van magas szintű élet és kíváncsian, nyitottan, szeretettel és elfogadással fordulnak az Űr mélységei felé, megváltoztatnak egy lejárt gondolatsémát, ami szerint az ember az egyedüli intelligens faj a Világegyetemben és ezért előjogai vannak.

## Ajánlott irodalom magyar nyelven
- Dr. Czeizel Beatrix & Greskó Anikó (OmSatya & Dalinada): Az Átlényegülés Kapujában I-II. Plejádok- és Szíriuszbeli Mesterek tanításai a Felemelkedás folyamatáról, és a Plejádok csillagainak kozmikus történelméről. (magánkiadás) 2003-2004.
- Solara: Csillagszülöttek. Angyali útmutatások. Szakrális transzformáció és összeolvadás felsőbb énünkkel, angyali jelenlétünkkel. Bp., Édesvíz, 2004.
- Doreen Virtue: Csillagemberek. In: Doreen Virtue: Földangyalok. Testet öltött angyalok, elementálok, csillagemberek, lélekváltók és bölcs lelkek. Bp., Édesvíz, 2005.

### Angol nyelvű
- http://www.crystalinks.com/children.html
- http://www.crystalinks.com/foreignersroots.html
- http://www.crystalinks.com/starborn.html
- http://www.drboylan.com/StarKidsProjectSection/starkidrecognition.html
- http://www.drboylan.com/StarKidsProjectSection/starkidrecognition.html

### Magyar nyelvű
- Angyalemberek
- http://gportal.hu/portal/csillagszulott/
- http://groups.yahoo.com/group/csillagszulott/ Archiválva 2006. április 19-i dátummal a Wayback Machine-ben